# Министерство автономии Боливии
Министерство автономии Боливии контролирует распределение полномочий между региональными органами, в том числе ведомствами, муниципалитетами, автономными областями и автономными правительствами коренных народов  и коренных общин. Через своё агентство на уровне вице-министерства территориальной организации, оно также несет ответственность за разграничение границ между составляющими территориальными единицами Боливии.
Министерство было образовано президентским указом № 29894 Эво Моралеса  от 7 февраля 2009 года.